# Kango
Kango ist die Hauptstadt des gabunischen Departements Komo innerhalb der Provinz Estuaire. Mit Stand von 2013 wurde die Einwohnerzahl auf 4771 bemessen. Die Stadt liegt auf einer Höhe von 3 Metern.